# 第3の愛
『第3の愛』（だいさんのあい、原題：第三種愛情）は、2015年の中国映画。
離婚歴のある女性弁護士と財閥企業の御曹司の恋を描いた恋愛映画である。監督は韓国のイ・ジェハンで、主演はリウ・イーフェイとソン・スンホン。

## キャスト
- ゾウ・ユー：リウ・イーフェイ
- リン・チージョン：ソン・スンホン
- ゾウ・ユエ：モン・ジア
- ガオ・ジェンチー：オウ・ハンシェン
- ジャン・シンヤオ：ジェジー・ジャン

## スタッフ
- 監督：イ・ジェハン
- 原作：ツィヨウ・シンツォウ
- 脚本：イ・ジェハン、イ・ワンチュン、ニュウ・ハン
- 製作：トウ・シア
- 撮影：パク・チャンヒョク
- 音楽：ソ・ジェヒョク